# Атол (Ајдахо)
Атол (енгл. Athol) град је у америчкој савезној држави Ајдахо.

## Демографија
По попису из 2010. године број становника је 692, што је 16 (2,4%) становника више него 2000. године.
| Група             | 2000.       | 2010.       |
| Белци             | 636 (94,1%) | 670 (96,8%) |
| Афроамериканци    | 0 (0,0%)    | 0 (0,0%)    |
| Азијати           | 0 (0,0%)    | 0 (0,0%)    |
| Хиспаноамериканци | 14 (2,1%)   | 2 (0,3%)    |
| Укупно            | 676         | 692         |